# Atentados de Qamishli de julio de 2016
El 27 de julio de 2016 un doble atentado con camión cargado explosivos causó la muerte de más de 52 personas y causó 147 heridos.

## Atentado
Al menos 52 personas han muerto y decenas más han resultado heridas por el doble atentado con bomba ocurrido en la ciudad de Qamishli, en el noreste de Siria y muy cerca de la frontera con Turquía, En la parte occidental de la ciudad, un coche bomba estalló provocando la muerte de al menos 22 personas. La detonación se produjo cerca de un complejo de oficinas.
La cadena señaló que los estallidos se registraron en la parte occidental de la población y no descartó que el número de víctimas mortales aumente.Las "Asayish" (Servicio de Policía kurdo) han confirmado en su cuenta de Twitter la explosión de un coche bomba en el barrio oeste de Qameshli, sin ofrecer más detalles. Qamishli, ubicada en el norte de la provincia nororiental siria de Al Hasaka, es la "capital de facto" de las zonas de la administración autónoma kurdosiria, que comprende las regiones de Afrin, Kobane y Tel Abiad.
La televisión kurda indicó que el gobernador de la provincia de Hassaké, donde está Qamishli, hizo un llamamiento a la población para donar sangre para las víctimas en los hospitales públicos y privados.El atentado con camión bomba tuvo como objetivo un edificio del Organismo de Defensa y el de Justicia, perteneciente a la autoproclamada Administración autónoma kurdosiria, en el distrito occidental de la urbe. Los combatientes kurdos están en primera línea del combate contra el grupo terrorista y lograron victorias en el norte y el este de Siria, a las que los yihadistas respondieron con ataques suicidas.

## Reacciones
El grupo terrorista Estado Islámico se adjudicó la responsabilidad por la explosión. Por otra parte, el Ministerio de Relaciones Exteriores de Siria condenó el ataque y dijo que los grupos terroristas buscan frustrar todos los esfuerzos encaminados a terminar con el derramamiento de sangre en Siria.